# Reipertswiller
Reipertswiller es una localidad y comuna francesa, situada en el departamento de Bajo Rin en la región de Alsacia.
La comuna se ubica en los límties del Parque natural regional de los Vosgos del Norte.
Limita al norte con Mouterhouse, al noreste con Baerenthal, al sureste con Lichtenberg, al suroeste con Wimmenau y al noroeste con Goetzenbruck.

## Demografía
| 786 | 861 | 878 | 895 | 946 | 933 |
| Para los censos de 1962 a 1999 la población legal corresponde a la población sin duplicidades (Fuente: INSEE [Consultar]) |     |     |     |     |     |